# Neue Kirche (Idensen)

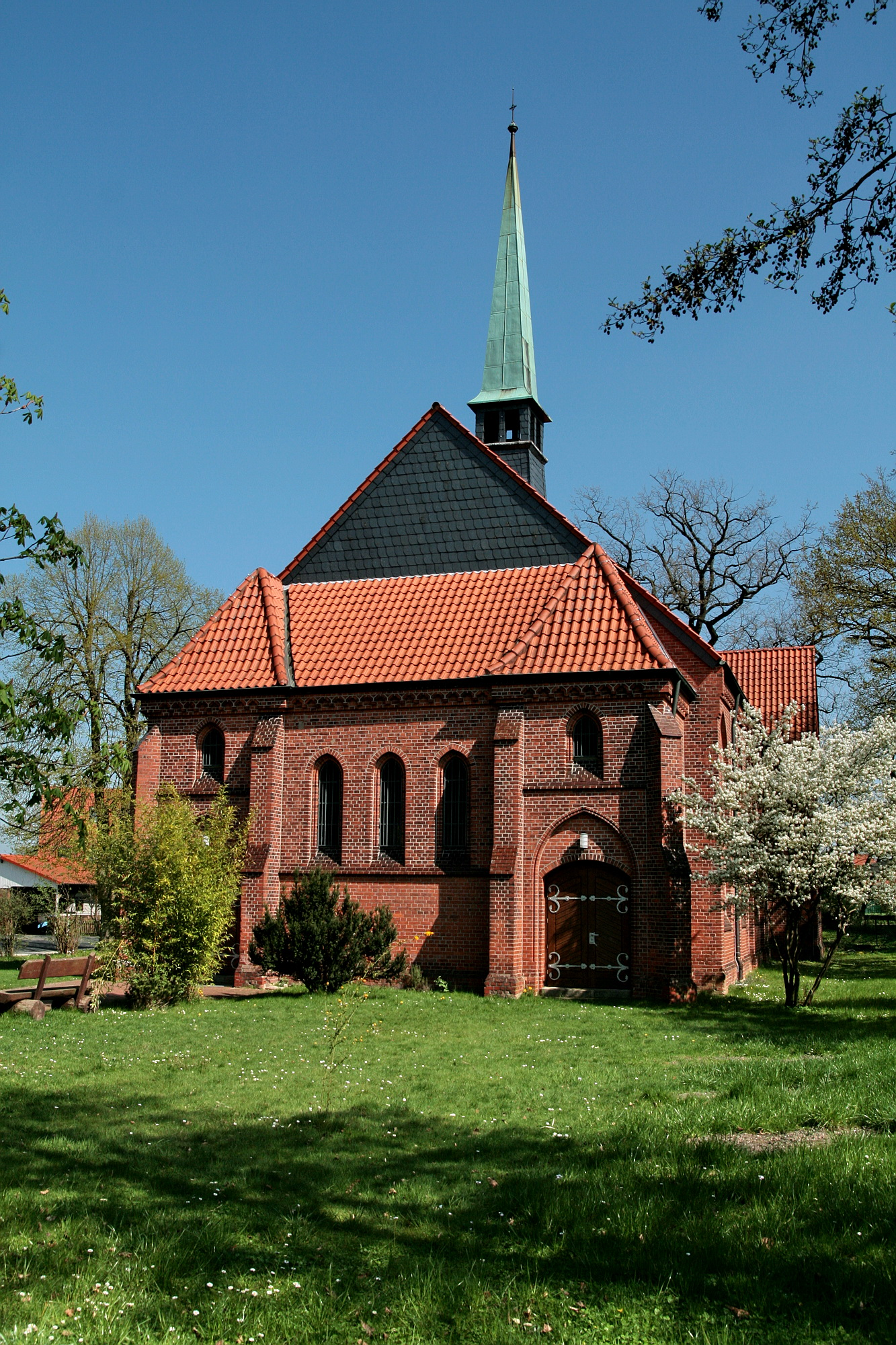
Neue Kirche

Die evangelisch-lutherische Neue Kirche steht in Idensen, einer Ortschaft der Mittelstadt Wunstorf in der Region Hannover von Niedersachsen. Die Kirchengemeinde Idensen-Mesmerode gehört zum Kirchenkreis Neustadt-Wunstorf im Sprengel Hannover der Evangelisch-lutherischen Landeskirche Hannovers.

## Geschichte
Die alte Kirche von Idensen sollte um die Mitte des 19. Jahrhunderts erweitert werden. Der größte Teil des Kirchenschiffs wäre diesem Umbau zum Opfer gefallen. Bei den vorbereitenden Untersuchungen der Kirche entdeckte Conrad Wilhelm Hase unter dem Innenputz die einzigartigen romanischen Fresken. Daraufhin wurde statt des Umbaus ein Neubau projektiert.

## Beschreibung
Die nach einem Entwurf von Conrad Wilhelm Hase gebaute neugotische Saalkirche mit angedeuteten Querhausarmen wurde am 16. September 1888 eingeweiht. Statt eines Glockenturms erhebt sich aus dem Satteldach ein Dachreiter mit Spitzhelm. An das Langhaus schließt sich ein Chor mit flachem Abschluss im Osten an. Ungewöhnlich ist die Gestaltung der Westfassade, die mit eigener Bedachung und zwei Risaliten, die je ein Portal enthalten, wie ein eigener Baukörper wirkt.
Die freistehenden Stützen der Emporen an drei Seiten lassen den Innenraum dreischiffig erscheinen. In der Mitte ist der Innenraum mit einer trapezförmig hochgezogenen Decke überspannt. Über den seitlichen Emporen befinden sich Flachdecken. Die Kirchenausstattung wurde zum Teil aus der Sigwardskirche übernommen, z. B. zwei beschädigte Leinwandbilder vom Anfang des 16. Jahrhunderts und ein Epitaph mit einem Bild über die Auferstehung.